# Disputa
Disputa (italienska: La Disputa del Sacramento, "nattvardsstriden") är det vanliga, men oegentliga, namnet på en av freskomålningarna i Rafaels stanzer i Apostoliska palatset. Den finns i Stanza della Segnatura, mittemot Skolan i Aten, som utgör en del av Vatikanmuseerna. Den målades av renässanskonstnären Rafael 1509–1510.
Målningen framställer teologin eller kyrkans förhärligande. I målningens mitt sitter Jesus på en tron. Han är omgiven av Jungfru Maria till vänster, Gud Fader ovan, Johannes Döparen till höger och den Helige Ande nertill. Den senare är avbildad som en duva och omgiven av putti som håller varsin bok av de fyra evangelierna.
Utanför centralgruppen har Rafael avbildat patriarker och profeter från Gamla Testamentet (utan gloria) jämsides med kristendomens apostlar och martyrer (med gloria). På den övre raden syns från vänster aposteln Petrus (attribut nyckel), den barbröstade Adam, aposteln Johannes, kung David (attribut harpa), Sankt Lars, Judas Mackabaios, martyren Stefanos, Mose (som håller stentavlorna med de tio budorden), aposteln Jakob, patriarken Abraham (kniven med vilken han skulle offra Isak) och aposteln Paulus (attribut bok och svärd).
I mitten av den undre raden står en monstrans på ett altare. Närmast mitten sitter de fyra kyrkolärarna Gregorius I och Hieronymus (till vänster) samt Ambrosius av Milano och Augustinus (till höger) vars namn är inskrivna i gloriorna. Andra som kan identifieras är munken och konstnären Fra Angelico (allra längst till vänster), Sixtus IV (den gyllenklädde påven längst till höger) och författaren Dante (bakom föregående med lagerkrans).